# Mercedes 55PS
La Mercedes 55PS (vedi foto) è un'autovettura di gran lusso prodotta dal 1905 al 1909 dalla Casa tedesca Daimler Motoren Gesellschaft per il suo marchio automobilistico Mercedes.

## Caratteristiche e profilo
La 55PS andava ad inserirsi nella gamma Mercedes tra altri due modelli assai esclusivi, la 37/65 PS e la 35PS del 1905.

Era una vettura equipaggiata da un motore a 4 cilindri in linea da 7959 cm³ (130x150 mm). Tale motore nasceva dall'accoppiamento di due bicilindrici fusi separatamente, una tecnica molto utilizzata in ambito automobilistico nei primi anni del XX secolo. L'alimentazione era a carburatore, mentre la distribuzione era a valvole laterali, quelle di scarico da un lato e quelle di aspirazione dall'altro lato (schema a T). La potenza massima era di 55 CV a 1300 giri/min, abbastanza per garantire alla vettura un allungo massimo di circa 80 km/h.

Il telaio era in lamiera di acciaio stampato con sezione ad U. Qui, oltre alle sospensioni ad assale rigido con molle a balestra, trovano posto anche la trasmissione, a catena con cambio a 4 marce, e l'impianto frenante, con freno di servizio sull'albero di trasmissione e freno a mano sul retrotreno.

All'inizio del 1909, ultimo anno di produzione del modello, il nome cambiò in 31/55 PS.

L'eredità della vettura venne raccolta dalla Mercedes 38/70 PS, la quale raccolse anche l'eredità del modello 37/65 PS. Un altro modello che propose come sostituto della 31/55 PS fu la 25/65 PS della gamma Knight.